# Hirðskrá
Die Hirðskrá ist das dritte Gesetzeswerk von Magnus Håkonsson. Es handelt sich um das Gefolgschaftsrecht und trat Mitte der 1270er Jahre in Kraft. Hirð war die Leibwache des Königs, Jarls oder Bischofs. Die letzte Erwähnung in einem öffentlichen Dokument findet sich in einem Beschluss anlässlich der Wahl Margarethes zur Regentin Norwegens 1388.

## Vorgeschichte
Nach den Wirren des langen norwegischen Bürgerkrieges begann eine Zeit des inneren Friedens für Norwegen. Das Königtum erhob sich zu einer Machtfülle, die es vorher nie besessen hatte. König Magnus wollte aber den Herrschern des Westens und kontinentalen Südens nicht nur an Macht und Königsrecht gleichgestellt sein, sondern auch an Lebensart. So importierte er die Lebensart der ihm als Vorbild dienenden Königshöfe.
Der Wunsch, höfische Sitten des Kontinents einzuführen, kam im Gefolgschaftsrecht Hirðskrá zur Geltung. Ein wesentlicher Bestandteil seiner Bemühungen, kulturell mit den kontinentalen Herrschern auf Augenhöhe zu kommen, war die Modernisierung des Rechts. Dazu sandte er fähige Leute, wie Audun Hugleiksson an kontinentale Universitäten und ließ sie in den für die Organisation eines Staatswesens maßgeblichen Wissenschaften ausbilden. Nach deren Rückkehr kam es dann zu den Gesetzesarbeiten.
Der norwegische König der alten Zeit war keine Majestät, nicht entrückt über das Volk in eine höhere Lebenssphäre, seine Haushaltung war nicht ihrem Wesen nach eine andere gewesen, als die eines mächtigen Großgrundbesitzers. Ihn umgab eine Gefolgschaft (hirð) von Kriegern, eine stets dienstbereite, bewaffnete und gut ausgebildete Haustruppe, wie sie jeder Häuptling, wenn auch in geringerem Umfang, um sich hatte. Mit der wachsenden Macht des Königs im Laufe der Entwicklung und den weiter ausgreifenden Geschäften musste sich die Umgebung des Königs allmählich anders entwickeln. Die Krieger traten zurück, und die gebildeten, schrift- und sprachgewandten Ratgeber, die vor allem unter den Geistlichen zu finden waren, traten in den Vordergrund. Magnus aber genügte die alte im Wesentlichen für Schutz und Angriff gebildete hirð, die sich durch unverbrüchliche Treue und kriegerische Tüchtigkeit, nicht aber geistige Kultur auszeichnete, nicht mehr. Er wollte einen Hof wie die großen Könige des Auslands um sich haben. Dieser sollte eine Stätte feiner Bildung und vorbildlicher Sitte sein. Dies kommt insbesondere im zweiten Teil des Königsspiegels zum Ausdruck. Ihm tritt als Gesetz die Hirðskrá zur Seite.
Vorbilder waren der anglonormannische Königshof in England und die "höfische Kultur" in Frankreich.

## Gesetzgeberische Absicht
Ausdrücklich stellt die hirðskrá in Kap. 48 fest, dass König Håkon eine rohe Gesellschaft übernommen habe, die er habe zur Bildung und Sitte erziehen müssen. Die Kirche unterstützte diese Intentionen. Denn sie wollte eine vom König unabhängige Gesetzgebung in allen geistlichen Angelegenheiten erreichen, was der alten norwegischen Volkskirche widersprach. Daher räumte sie auch dem König göttliches Recht zur Regelung der weltlichen Angelegenheiten ein. Der König war nun nicht mehr ein durch die Willenserklärung des Volkes erhobener Führer, dem auf dem Thing der Königsname gegeben wurde, sondern er war nunmehr "von Gottes Gnaden" (með Guðs miskunn, wie es im Prolog heißt). Seine Macht war nunmehr eine von Gott gewollte Einrichtung, die von den Untertanen ohne Versündigung nicht angetastet werden konnte. Auch das Verhältnis der Untertanen zum König wurde jetzt religiös begründet. Sie waren wie Gott gegenüber auch dem König gegenüber zum Gehorsam (lýðni) verpflichtet. Das ist eine völlige Abkehr vom alten Recht des Frostathingslov, wo das Widerstandsrecht noch fest verankert ist:

„da soll man den Stab schneiden und durch alle Fylke innerhalb des Fjordes herumreichen und gegen ihn [sc. den König] ziehen und ihn töten, wenn man kann. Und wenn er entkömmt, soll er niemals wieder in das Land zurückkommen.“

Diesem Gesetz ist nach heute herrschender Meinung noch Olav der Heilige zum Opfer gefallen (siehe Olav der Heilige). Während frühere Könige von sich noch im Singular sprachen, führte Magnus den Pluralis Majestatis ein.
Die Nachahmung des Auslands erstreckte sich auch auf die Adelsbezeichnungen. Aus den bisherigen lendir menn oder den lendmenn, den vom König mit Land ausgestatteten Gefolgsleuten, wurden nun Barone. Es kam auch der Versuch auf, der nächsthöheren Stufe des Adels, den skutilsveinar den Titel Ritter (riddarar) zuzuerkennen. Doch war dies nicht von Dauer, da es in Norwegen keine gepanzerten Rittereinheiten, die mit Stoßlanzen kampfentscheidend in der Schlacht eingesetzt werden können, gab. Die Heeresverfassung war auf den Seekrieg ausgerichtet, und auch bei Landkämpfen war die Reiterei zwar vorhanden, spielte aber nie die überragende Rolle. Den Kern des Heeres bildete vielmehr die hirð des Königs. Die im Kap. 35 der Hirðskrá beschriebene Bewaffnung der Hirðmenn ist auf den Kampf zu Fuß und vom Schiff aus ausgelegt.
Zusammensetzung des königlichen Hirð:
1. Der Stallmeister (Stallare), des Königs oberster Gefolgsmann.
2. Der Bannerträger (Merkesmann), der dem Stallmeister gleichstand.
3. Der Senneschall und die Lehnsmänner (Skutilsvein), nach 1277 vorübergehend Ritter (Riddare) genannt. Der Lehnsmann wurde nach 1277 Baron genannt.
4. Die Knappen (Kjertesvein), junge adelige Männer, die ins höfische Leben eingeführt und an den Waffen ausgebildet werden sollten. Später sollten sie Skutilsveinar werden. Sie trugen noch kein Schwert und waren auch noch nicht auf das Schwert vereidigt.
5. Wache (Fehirde). Sie wachten vor allem über das Vermögen des Königs. Sie führten auch Buch über die königlichen Tribut- und Abgabeneinkünfte. Auch sie waren nicht waffenführend.
6. Beamte (Gjester). Sie waren nicht unmittelbar auf den König vereidigt (handgangene menn), saßen außer an Weihnachten und Ostern nicht an der königlichen Tafel und waren zur Unterstützung der Wache, der Lehns- und Sysselmänner abgestellt. Sie reisten im Land umher und forschten nach eventuellen Feinden des Königs, bildeten also eine Art Nachrichtendienst des Königs. Sie bildeten auch die eigentlichen Leibwächter des Königs, erhielten aber nur den halben Hirð-Lohn.

In Dänemark hieß das entsprechende Recht für das königliche Gefolge „Vederlagsret“.